# 佛羅倫斯鎮區 (愛荷華州本頓縣)
佛羅倫斯鎮區（英語：Florence Township）是位於美國愛荷華州本頓縣的一個行政鎮區。

## 地方資料
根據2010年美國人口普查的數據，佛羅倫斯鎮區的面積為94.09平方千米，當中陸地面積為94.09平方千米，而水域面積為0.00平方千米。當地共有人口2258人，而人口密度為每平方千米24人。